# Telefane di Focea
Telèfane di Focea (in greco Τηλεϕανής?, Telephănes; Focea, ... – ...; fl. V secolo a.C.) è stato uno scultore greco antico attivo nella prima metà del V secolo a.C.
L'unica fonte per questo scultore è Plinio (Nat. hist., XXXIV, 68) il quale riferendosi esplicitamente a quanto riportato dalle proprie fonti ne tramanda le grandi capacità e la scarsa fortuna. Quest'ultima viene addebitata alla scarsa importanza del luogo di attività, la Tessaglia, o all'aver servito le corti persiane di Serse e Dario durante gli anni delle Guerre persiane. Le opere di Telefane ricordate da Plinio sono una Larissa (forse archetipo delle immagini che ricorrono sulle monete del luogo), un atleta di nome Sphintaros e un Apollo. L'etnico indicato da Plinio viene preferibilmente interpretato dagli esegeti come Focea in Asia Minore piuttosto che come la regione della Focide.